# Teroarea Iacobină
Teroarea iacobină (5 septembrie 1793 – 28 iulie 1794), cunoscută de asemenea doar ca Teroarea (conform originalului franceză la Terreur), este perioada revoluței franceze care a culminat cu dictatura lui Robespierre, care își eliminase foștii camarazi de luptă, și cu instituirea Comitetului Salvării Publice. S-a terminat odată cu încetarea puterii Directoratului după executarea lui Robespierre, marcând sfârșitul Revoluției franceze.
Perioada, cea mai violentă din timpul Revoluției franceze, a fost pornită de conflictul mereu mocnit dintre girondini și iacobini, fiind marcată de executarea în masă a „dușmanilor revoluției”. Deși numere exacte nu sunt cunoscute, numărul celor executați fusese de ordinul a zeci de mii la nivelul întregii țări, dintre care 16.594 per total (și 2.639 doar în Paris) au fost ghilotinați, și un alt număr de circa 25.000 au fost uciși în execuții sumare de-a lungul Franței.
Ghilotina (cunoscută și sub numele de „Briciul național”) devenise simbolul cauzei revoluției, datorată unui șir se execuții publice, regele Louis al XVI-lea, Marie Antoinette, Girondinii, Philippe Égalité (de fapt, Louis Philippe II, Duce de Orléans) și Madame Roland⁠(d), precum și mulți alții, printre care se poate număra și chimistul și savantul Antoine Lavoisier.
În timpul anului 1794 Franța revoluționară s-a confruntat cu o multitudine de inamici interni și externi. În interior, întrega nobilime franceză a devenit un inamic imediat al Revoluției, întrucât își pierduse toate privilegiile, plus pericolul de a fi fost decapitați prin judecăți sumare. Biserica Romano-Catolică a fost, la rândul său un inamic al Revoluției și al revoluționarilor întrucât aceștia reduseseră clerul la simplii angajați ai statului, cerându-le tuturor clericilor să depună un jurământ de credință față de națiunea franceză (prin așa numita Constituția civilă a clerului⁠(d)). În exteriorul Franței, prima Prima Republică Franceză fusese angrenată într-un șir de războaie externe cu națiunile vecine, care nu doreau sub nici o formă extinderea revoluției în țările lor.

## Referințe, note

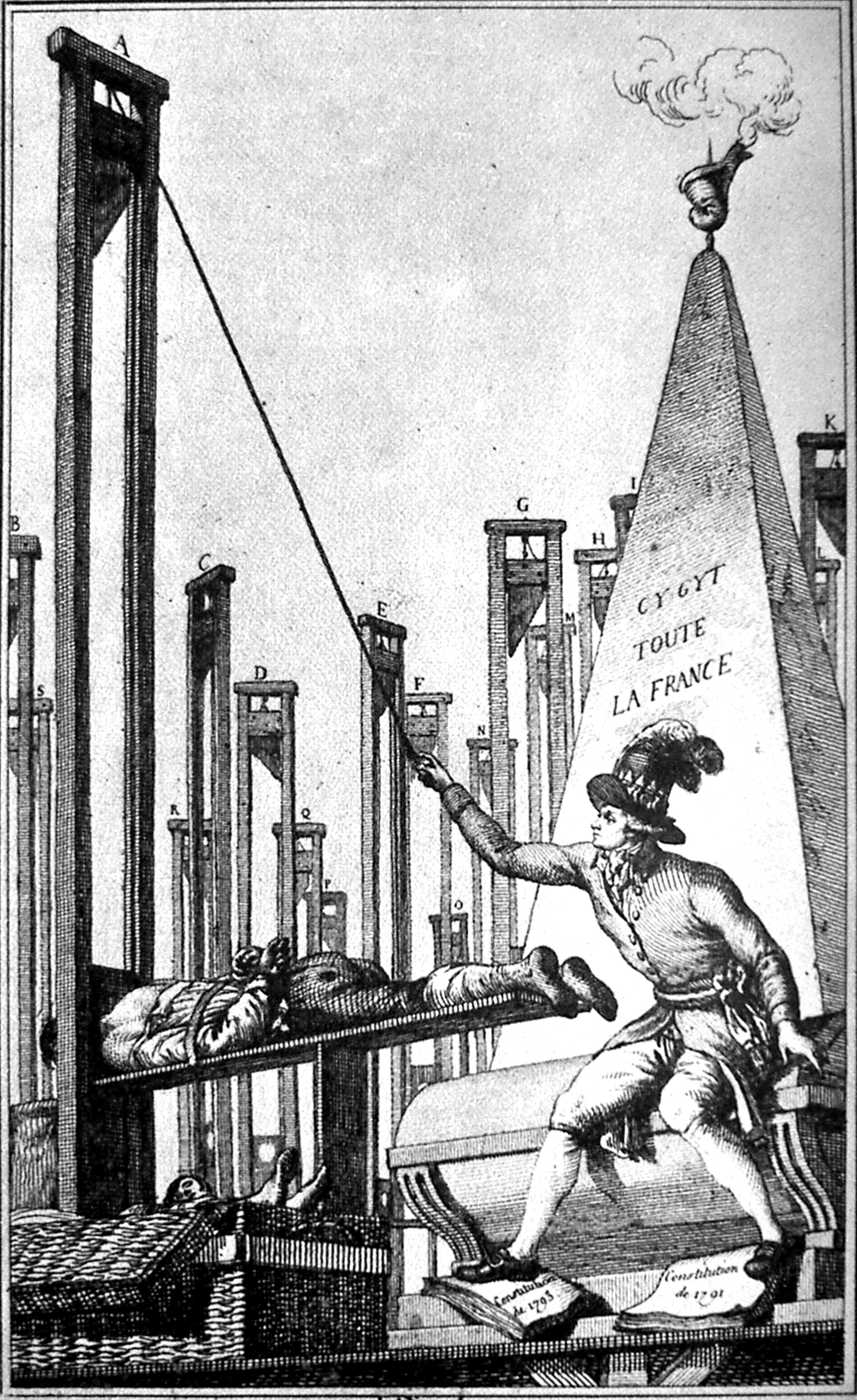
O gravură a timpului prezentântu-l pe Robespierre ghilotinând clălăul care îi ghilotinase anterior pe toți ceilalți din Franța